# Styringomyia spinistylata
Styringomyia spinistylata är en tvåvingeart som beskrevs av Alexander 1956. Styringomyia spinistylata ingår i släktet Styringomyia och familjen småharkrankar. Inga underarter finns listade i Catalogue of Life.